# وورلدلاين أس إيه
وورلدلاين أس إيه هي شركة فرنسية متعددة الجنسيات لخدمات الدفع والمعاملات تأسست عام 1974.
الخدمات التي تقدمها وورلدلاين أس إيه في مجالات خدمات التجار؛ المحطات والحلول والخدمات؛ تشمل الخدمات المالية وخدمات التنقل والمعاملات الإلكترونية عمليات الشراء التجارية المحلية وعبر الحدود، سواء داخل المتجر أو عبر الإنترنت، ومعالجة معاملات الدفع الآمنة للغاية، ومجموعة واسعة من محطات الدفع بالإضافة إلى التذاكر الإلكترونية والخدمات الرقمية في بيئة الصناعة.
في عام 2022، حققت وورلدلاين أس إيه إيرادات أولية بلغت 4.36 مليار يورو.

الشعار حتى سبتمبر 2021.